# 兼名苑
『兼名苑』（けんめいえん）は、中国南北朝から唐代ごろの類語辞典。日本の『和名類聚抄』などに引用されて佚文のみ現存する。

## 内容
様々な事物について別名を挙げる。例: 「太白星一名長庚」。

## 佚文引用
『和名類聚抄』や『本草和名（輔仁本草）』に多く引用がある。その他『医心方』『一切経音義（慧琳音義）』『三教指帰注』など、日中の約30書に引用が確認されている。
『和名類聚抄』は『兼名苑』を138回引用しており、さらに『兼名苑注』を45回引用している。『兼名苑注』は日本人による注釈書と推定される。

## 目録学
『旧唐書』経籍志、『新唐書』芸文志、『日本国見在書目録』に見え、『隋書』経籍志や『宋史』芸文志には見えない。
撰者は『旧唐書』では「釈遠年」、『新唐書』では「僧遠年」とされ、名前から仏僧と推定される以外、一切素性が知れない。
巻数は『旧唐書』では10巻、『新唐書』では20巻とされ、後人の増補による変化と推定される。『日本国見在書目録』では15巻だが按語で30巻とされ、1冊あたり2巻の本が当時日本にあったと推定される。
分類は『旧唐書』と『新唐書』では丙部子録名家類、『日本国見在書目録』では雑家に置かれる。